# Národní park Lopé
Národní park Lopé (francouzsky Parc national de la Lopé) je chráněné území v povodí řeky Ogooué v Gabonu. Nachází se v provincii Ogooué-Ivindo 300 km jihovýchodně od Libreville. Má rozlohu 4 970 km² a je ve správě gabonské Agence nationale des parcs nationaux. Byl zřízen 4. září 2002 jako první národní park v zemi. Ve vesnici Mikongo se nachází výzkumná stanice Londýnské zoologické společnosti.
Krajina je kopcovitá, jižní část parku pokrývá tropický deštný les a na severu se nachází savana. Roste zde patnáct set druhů rostlin, např. Paraberlinia bifoliolata, Sacoglottis gabonensis a Hyparrhenia diplandra. Faunu tvoří gorila nížinná, šimpanz učenlivý, gueréza černá, slon pralesní, buvol pralesní, štětkoun africký, lesoň, sitatunga, turako velký, cetie kamerunská, kukačka žlutobřichá a vranule šedokrká.
V roce 2007 byl park zařazen na seznam Světového dědictví pod názvem Ekosystém a kulturní krajina Lopé-Okanda. Lidské osídlení této lokality trvá nepřetržitě 400 000 let a nacházejí se zde starověké petroglyfy. Procházely tudy migrační trasy předchůdců bantuských etnik.